# Luigi Mannelli
Luigi Mannelli (Nápoly, 1939. február 21. – Nápoly, 2017. március 14.) olimpiai bajnok olasz vízilabdázó.

## Pályafutása
A CC Napoli csapatában játszott. Tagja volt az 1956-os melbourne-i olimpián negyedik helyezett csapatnak, ahol egy mérkőzésen szerepelt. Az 1960-as római olimpián aranyérmes lett a válogatottal és két mérkőzésen vett részt.

## Sikerei, díjai
- Olimpiai játékok
  - aranyérmes: 1960, Róma